# مارک ماتیووسکی
مارک ماتیووسکی (چکی: Marek Matějovský؛ زادهٔ ۲۰ دسامبر ۱۹۸۱) بازیکن فوتبال اهل جمهوری چک است.
از باشگاه‌هایی که در آن بازی کرده‌است می‌توان به باشگاه فوتبال باومیت یابلونتس، باشگاه فوتبال ردینگ، باشگاه فوتبال اسپارتا پراگ، و باشگاه فوتبال ملادا بولسلاف اشاره کرد.
وی همچنین در تیم ملی فوتبال جمهوری چک بازی کرده‌است.